# Wilson McCoy
Robert Wilson McCoy, född 6 april 1902 i Troy, Missouri, död 20 juli 1961, var en amerikansk serietecknare och målare. Han är framför allt känd som illustratör av Fantomen. Han tog över tecknandet av serien efter vännen Ray Moore då denne råkade ut för en olycka i andra världskriget. McCoy tecknade Fantomen fram till sin död. Han efterträddes som fantomentecknare av Sy Barry.

## Biografi
McCoy föddes i Troy, Missouri, och var en av sju barn. Han studerade vid School of the Art Institute of Chicago, the American Academy och Washington University’s School of Fine Arts, där han också senare tjänstgjorde.
Som reklamtecknare gjorde han bl.a. omslag till Liberty Magazine, kalendrar, och annonser för stora företag.

## Fantomen
När vännen Ray Moore tjänstgjorde i militären under andra världskriget tog McCoy 1942 över ansvaret för att teckna Fantomen.
Moore skadades i kriget, varpå McCoy gradvis tog över serien och var ensam ansvarig tecknade från 1949. Wilsons fru Dorothy arbetade också på Fantomen och svarade för textningen av Wilsons serier.
McCoy signerade alltid Fantomen som Wilson McCoy, men hans andra verk signerades R. Wilson McCoy.
Som tecknare utvecklade McCoy en unik, naiv stil. Han var alltid noga med detaljer, och han använde fotografiska förlagor till sina teckningar, och använde även sin familj och vänner som modeller, som fick posera för honom och agera ut de olika situationer som hände i de historier han arbetade med.
McCoy reste mycket och besökte bl.a. Skandinavien, och han besökte även mer exotiska resmål, som resan till Kongos regnskogar, där han besökte infödingsstammar, inklusive Mbuti-pygméerna i Ituri-stammen, snarlika Bandarerna i Fantomen.
McCoy dog 1961 av en hjärtattack i sviterna efter en tropisk febersjukdom han ådragit sig under en semester i Afrika. 
Efter McCoys död, tecknade Bill Lignante serien en kort tid, men sedan övertogs tecknandet av Sy Barry som tecknade serien till 1994.